# Eupoecilia dynodesma
Eupoecilia dynodesma es una especie de polilla del género Eupoecilia, familia Tortricidae.
Fue descrita científicamente por Diakonoff en 1971.

## Distribución
Se encuentra en India y Pakistán.